# FTPメール
FTPメールとは、「FTPメール」サーバを使ってインターネット上の各種ファイルを取得する方法。FTPメールサーバは一種のプロキシサーバであり、電子メールで要求を受けつけ、それに従って遠隔のFTPサーバと（非同期に）接続する。インターネット接続に何らかの制限があってFTPを直接使えない利用者にとって、有益なサービスである。

## 歴史
インターネットの黎明期、インターネット接続可能な場所は限られていた。多くのユーザーにとって高速リンクは不可能であり、オンライン接続は高価だった。大きなファイルをダウンロードしようとすると、エラーと再送が頻発し、最終的にTCP/IPコネクションが消失することが多かった。そうなれば、当初のFTP仕様ではセッションの再開継続ができなかったため、一からダウンロードを再開するしかなかった。
FTPメールのゲートウェイは、そのようなファイルのダウンロードを可能にする。ファイルを小さな断片に分割し、uuencodeなどのよく知られているフォーマットで符号化する。そうして複数の電子メールでファイルを送る。受け取った人はそれらを繋ぎ合わせ、デコードして元のファイルを復元する。ファイルを分割するので、転送中に失われる可能性は小さくなる。時間がかかるが、信頼性は高くなる。また、インターネットとは電子メールのやりとりしかできない人でも、ファイルをダウンロードすることが可能となった。
よく知られた例として ftpmail@sunsite.unc.edu や bitftp@pucc.princeton.edu といった大学内のFTPメールサーバがあり、Linuxの初期バージョンやGNUプロジェクトの各種ソフトウェアなどのリポジトリをホスティングしていた。FTPメールは、特にアメリカ以外の国でオンライン接続ができない人々がそれらソフトウェアにアクセスするのに役立っていた。
1990年代まではよく使われていたが、HTTPなどの代替手段が誰でも使えるようになったため、FTPメールは廃れていった。

## 手順
本文に実行すべきコマンドを書き連ねた電子メールをFTPメールのサーバに送る。サーバは指定された遠隔のFTPサイトにFTPログインし、結果を電子メールで送り返す。

## 使われる基本コマンド
| コマンド                    | 機能                                                                         |
| --------------------------- | ---------------------------------------------------------------------------- |
| help                        | ヘルプファイルを返す。                                                       |
| open [site[user[password]]] | サイトに接続する。                                                           |
| cd path                     | 指定した path にディレクトリを変更する。                                     |
| ls [path]                   | そのディレクトリにあるファイル一覧を表示する。                               |
| dir [path]                  | そのディレクトリにあるファイル一覧を表示する。                               |
| get file                    | ファイルを取得する。セーブすべきパスも指定できる。                           |
| size max[ K \| M ]          | ファイルを分割する際の断片の最大サイズを指定（キロバイトまたはメガバイト）。 |
| mode binary                 | バイナリモード: アーカイブ、バイナリファイルなどの場合                       |
| mode ascii                  | ASCIIモード: 単なるASCIIコードのテキストの場合                               |
| quit                        | FTPメール・メッセージの終了                                                  |